# Discordia Linea
La Discordia Linea è una struttura geologica della superficie di Venere.